# Crescenzi

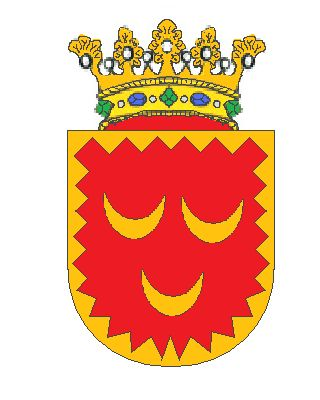
Escudo de armas de la familia Crescenzi.

La familia Crescentii (en italiano moderno Crescenzi) — si fueran una familia extendida — fue uno de los principales grupos de poder de Roma y controló el Papado desde 965 hasta el fallecimiento casi simultáneo de su papa títere Sergio IV y el patricio del clan en 1012.

## Historia
Varios individuos llamados Crescentius que aparecen en la muy escasa documentación de la época han sido agrupados por los historiadores como "Crescentii." Algunos parecen estar emparentados, repartiéndose en dos ramas principales, los Ottaviani y los Stefaniani, y sus políticas eran lo suficientemente consistentes en relación con sus enfrentamientos con otras familia rival, los Tusculani, descendientes del influyente Teofilacto, conde de Tusculum, que gobernaba Roma, a comienzos del siglo X. Sus principales fortalezas se ubicaban en la Sabinia.

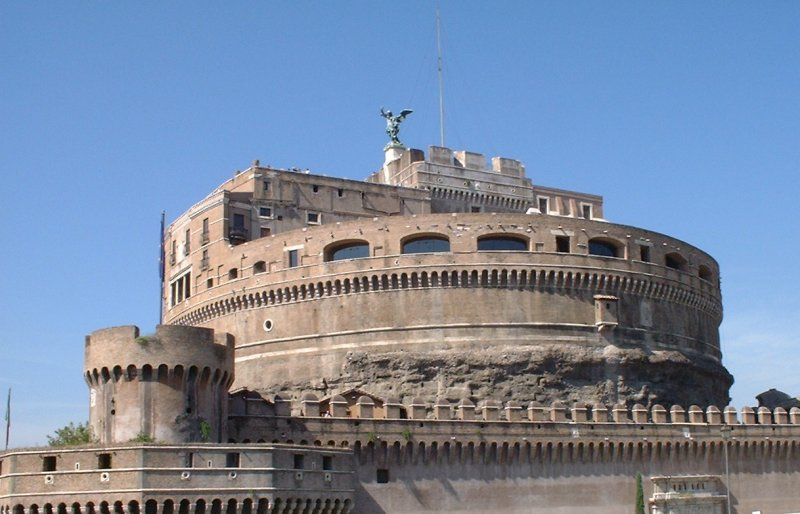
El Castillo de Sant'Angelo era conocido en los siglos y como la fortaleza Romana de la Crescentii (domum Crescentii).

Los Crescenzi encontraron otro enemigo formidable, cuyo poder no siempre alcanzaba Roma, en los reyes y emperadores alemanes otónidas, en especial, Otón el Grande y Enrique II. La intervención de Otón en los asuntos italianos en 961 no favoreció los intereses de los Crescenzi. En febrero de 962, el papa y el emperador ratificaron el Diploma Ottonianum, por el que el emperador se convirtía en garante garante de la independencia de los estados pontificios, de la que los Crescenzi constituían una de las principales amenazas.
El triunfo del clan llegó a finales del siglo X. Consiguieron que uno de los suyos, Juan XIII, fuera nombrado Papa, y consiguieron controlar el nombramiento de sus sucesores, muchos de los cuales eran simples títeres de la familia. Ocuparon importantes cargos seculares, como el de  praefectus que eran los gobernadores de Roma, y obtuvieron importantes contribuciones y donaciones del tesoro Papal, mediante una distorsión apenas disimulada. Desde esta posición en la ciudad, consiguieron influir sobre aquellos papas que no habían sido candidatos suyos.
En la zona rural, los castillos de los Crescenzi controlaban una población que dependía de ellos para su defensa y que eran vasallos suyos.
Tras la muerte de Sergio IV (1012), los Crescenzi instalaron directamente a su candidato, Gregorio, en el Palacio de Letrán, sin el asentimiento de los cardenales. Estalló entonces una contienda entre Crescenzi y Tusculani. El fracaso de su intentona y el pontificado del papa Tusculani Benedicto VIII, protegido por el Rey de los Alemanes, Enrique II, al que coronó Emperador en Roma, en 1014, obligó a los Crescenzi a abandonar Roma, retirándose a las fortalezas fortificadas. En los años 20, el abad Hugo de Farfa fue capaz de enfrentar entre sí a los Crescenzi y el apoyo a los antipapas Silvestre III (Papa en 1045) y Benedicto X en 1058 indicaron la desunión y decadencia del clan. Como terratenientes, crearon formas locales de patrocinio, como el Crescenzi.
El último miembro conocido de la familia fue el Cardenal Marcello Crescenzi, que murió en 1768.